# Annie Alizé
Annie Alizé épouse Pellicia (née le 14 juin 1955 à Mananjary à Madagascar) est une athlète française, spécialiste des épreuves de sprint.

## Biographie
Elle est licenciée au Club C.A.M.N. Villeurbanne.
Lors des Championnats de France d'athlétisme 1977, elle réalise le doublé 100 m / 200 m. Elle s'adjuge par ailleurs deux titres nationaux en salle : sur 50 m en 1978, et sur 60 m en 1979.
En 1979, elle remporte la médaille d'argent du 200 m lors des Jeux méditerranéens, à Split . 

### Palmarès
- Championnats de France d'athlétisme :
  - vainqueur du 100 m en 1977.
  - vainqueur du 200 m en 1977.
- Championnats de France d'athlétisme en salle :
  - vainqueur du 50 m en 1978.
  - vainqueur du 60 m en 1979.

### Records
| Épreuve | Performance | Lieu | Date |
| ------- | ----------- | ---- | ---- |
| 100 m   | 11 s 39     |      | 1978 |
| 200 m   | 23 s 37     |      | 1979 |